# Slag bij White Oak Swamp
De Slag bij White Oak Swamp vond plaats op 30 juni 1862 in Henrico County, Virginia en maakt deel uit van de Zevendagenslag tijdens de Schiereiland-veldtocht tijdens de Amerikaanse Burgeroorlog. Terwijl het Army of the Potomac zich terugtrok naar de James River werd de achterhoede onder leiding van generaal-majoor William B. Franklin gestopt door generaal-majoor Thomas Jacksons divisies bij White Oak Swamp Bridge. Dit resulteerde in een artillerieduel tussen beide opponenten. De hoofdmacht van het leger werd 3 km verder bij Glendale opgehouden. Dankzij het verzet van Franklin slaagde Jackson er niet in om zich aan te sluiten bij de hoofdgevechten bij Glendale. Wederom slaagde het Noordelijke leger erin om te ontsnappen naar Malvern Hill.

## Achtergrond
De Zevendagenslag begon met een kleine Noordelijke aanval bij Oak Grove op 25 juni 1862. McClellan verloor het initiatief na de openingszetten van Lee toen hij met zijn eigen offensief begon. In een reeks van aanvallen bij Beaver Dam Creek op 26 juni, Gaines' Mill op 27 juni, enkele kleinere acties bij Garnett's en Golding's Farm op 27 juni en 28 juni en de aanval op de Noordelijke achterhoede bij Savage's Station op 29 juni slaagde Lee er niet in om het Noordelijke leger te vernietigen. McClellans soldaten trokken zich verder terug naar de James.
Tegen de middag van 30 juni was het grootste deel van McClellans leger erin geslaagd om de White Oak Swamp over te steken. Ongeveer een derde van het leger had reeds de James River bereikt. De rest marcheerde nog tussen White Oak Swamp en Glendale.
Lee probeerde zijn leger te hergroeperen zodat het als één geheel het Noordelijke leger kon tegenhouden. Jackson moest de achterhoede onder druk houden bij White Oak Swamp terwijl de rest van Lee’s leger de Army of the Potomac zou aanvallen bij Glendale, een kleine 3 km verder. Hierdoor zou het Noordelijke leger in tweeën gebroken worden.
Jackson had veel roem vergaard na zijn campagne in de Shenandoahvallei. Tot nu toe had hij echter ten opzichte van Lee zijn reputatie niet kunnen waarmaken. Hij was te laat aangekomen bij Beaver Dam Creek en liet zijn mannen hun tenten opslaan terwijl de slag voortraasde. Hij was opnieuw te laat bij Gaines’ Mill en bij Savage’s Station. De aanval op Glendale voorzag Jackson van een nieuwe kans om zijn reputatie te verzilveren. In de vroege ochtend van 30 juni hadden Jackson en Lee een ontmoeting. Jackson moest oprukken naar White Oak Swamp en de Noordelijke achterhoede aanvallen.
De laatste Noordelijke eenheid die de White Oak Swamp diende over te steken was het VI Corps van brigadegeneraal William B. Franklin.

## De slag

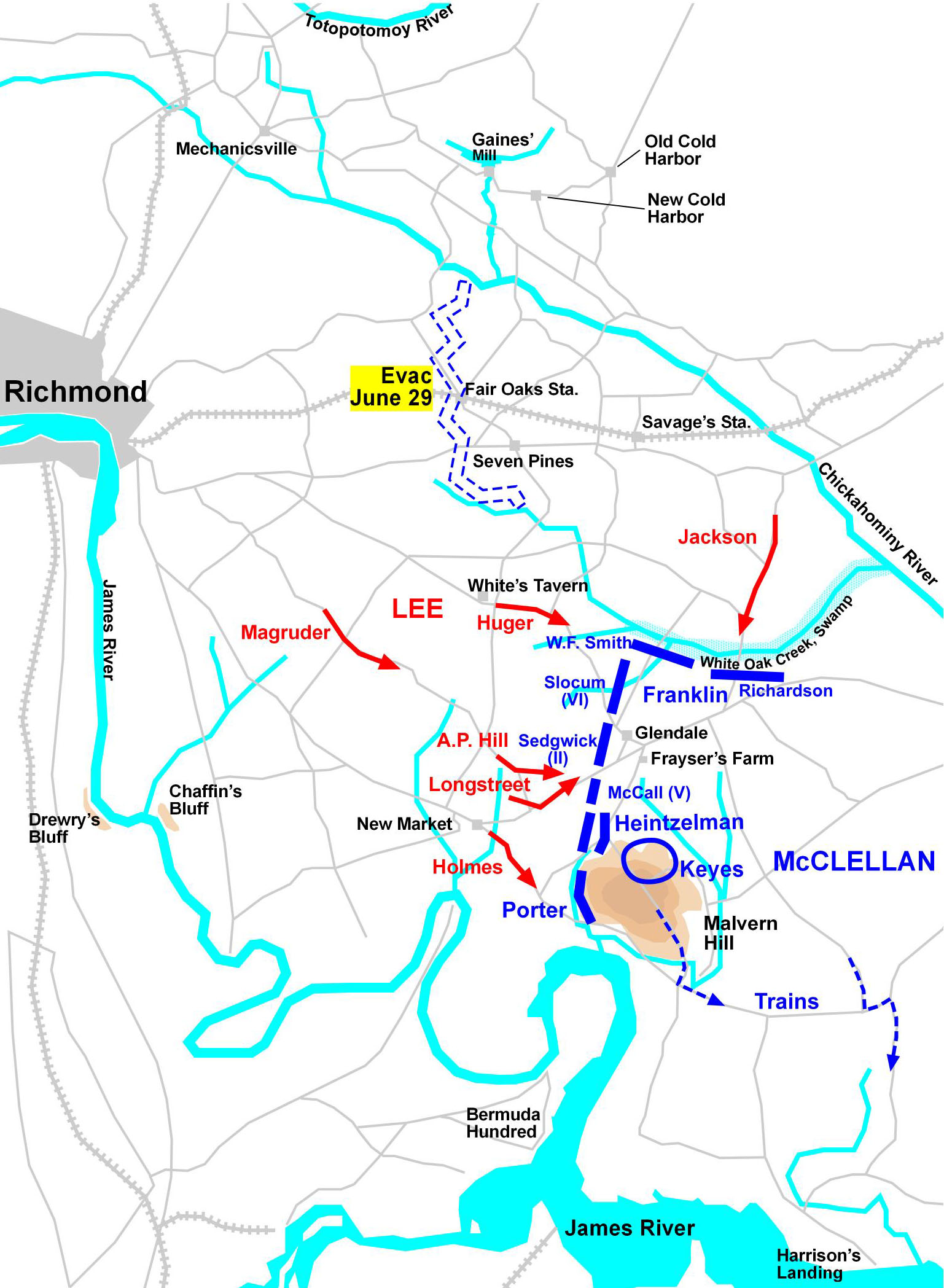
Zevendagenslag op 30 juni 1862.

Jacksons soldaten marcheerden in zuidelijke richting langs de White Oak Road met kolonel Stapleton Crutchfield, de artilleriecommandant aan het hoofd van de colonne. De opmars verliep traag omdat ze duizenden gewonde Noordelijke soldaten bij zich hadden. De enige brug was vernietigd. Aan de overzijde stond Noordelijke artillerie. Rond de middag arriveerde Jackson op de plaats waar Crutchfield de Zuidelijke artillerie had opgesteld. Rond 14.00u openden zeven Zuidelijke batterijen met 31 kanonnen het vuur op de Noordelijke stellingen.
Terwijl de genie de brug heropbouwde, stuurde Jackson kolonel Thomas T. Munfords 2nd Virginia Cavalry over het moeras om achtergelaten vijandelijke kanonnen te veroveren. Terwijl de cavalerie de oversteek maakte, voerden Jackson en Daniel H. Hill zelf een verkenning uit aan de andere zijde van de rivier. De Noordelijken versterkten hun stellingen met infanterie en artillerie. De vijandelijke scherpschutters zouden gevaarlijk worden voor de genie die bezig was aan de brug. Hier zou hij geen gemakkelijke oversteek kunnen maken.
Munford meldde dat hij een halve kilometer stroomafwaarts een doorwaadbare plaats gevonden had. Brigadegeneraal Wade Hampton vond nog een andere locatie waar men een simpele brug kon bouwen om de rivier over te steken. Het artillerieduel werd verder uitgevochten met meer dan 40 kanonnen. 3 km verder woedde de Slag bij Glendale. Ondertussen viel Jackson in slaap onder een grote eik en zou pas een uur later wakker worden.

## Gevolgen
Omdat Jackson geen verdere aanvallen uitvoerde, werden enkele eenheden van Franklins korps naar Glendale gestuurd te versterking. Jackson stuurde geen boodschappers naar Lee en Lee stuurde niemand naar Jackson tot het te laat was om een verschil te maken. Hoewel Jacksons eenheden en Franklins korps vele tienduizenden soldaten telden werd de slag uitgevochten door artillerie. De Zuidelijken verloren 3 doden en 12 gewonden. De slachtoffers bij de Noordelijken wordt op ongeveer 100 geschat.
Na het avondeten met zijn officieren viel Jackson opnieuw in slaap met een koekje tussen zijn tanden geklemd. Nadat hij opnieuw wakker was, zei hij "Heren, laten we gaan slapen en morgen opstaan en zien als we iets kunnen betekenen. Twee weken later zou hij verklaren: "Mocht generaal Lee mij nodig gehad hebben, zou hij een boodschapper gestuurd hebben." Lee zou nooit kritiek uiten op Jackson.